# Kolugljúfur
De Kolugljúfur is een kloof in het noorden van IJsland. Deze kloof in de Víðidalur is door de Víðidalsá uitgeslepen en is meer dan 1 kilometer lang en 40 tot 50 meter diep. Aan het begin van de kloof valt de Víðidalsá via de Kolufossar naar beneden, en stroomafwaarts ligt er nog een waterval in de kloof. Uiteindelijk komt de rivier in het lagunemeer Hóp uit. De Víðidalsá is plaatselijk bekend als een van de beste zalmrivieren van IJsland. Vooral op de trekzalm kan goed gevist worden. Volgens een plaatselijke legende dankt de Kolugljúfur haar naam aan de trol Kola die de kloof zou hebben uitgegraven. Onder een heuvel bij de nabijgelegen boerderij Kolugil zou zij tezamen met haar schat begraven zijn. De heuvel wordt door een vloek van Kola beschermd.
Een paar kilometer naar het noorden ligt in een andere rivier de Kerafossar waterval.

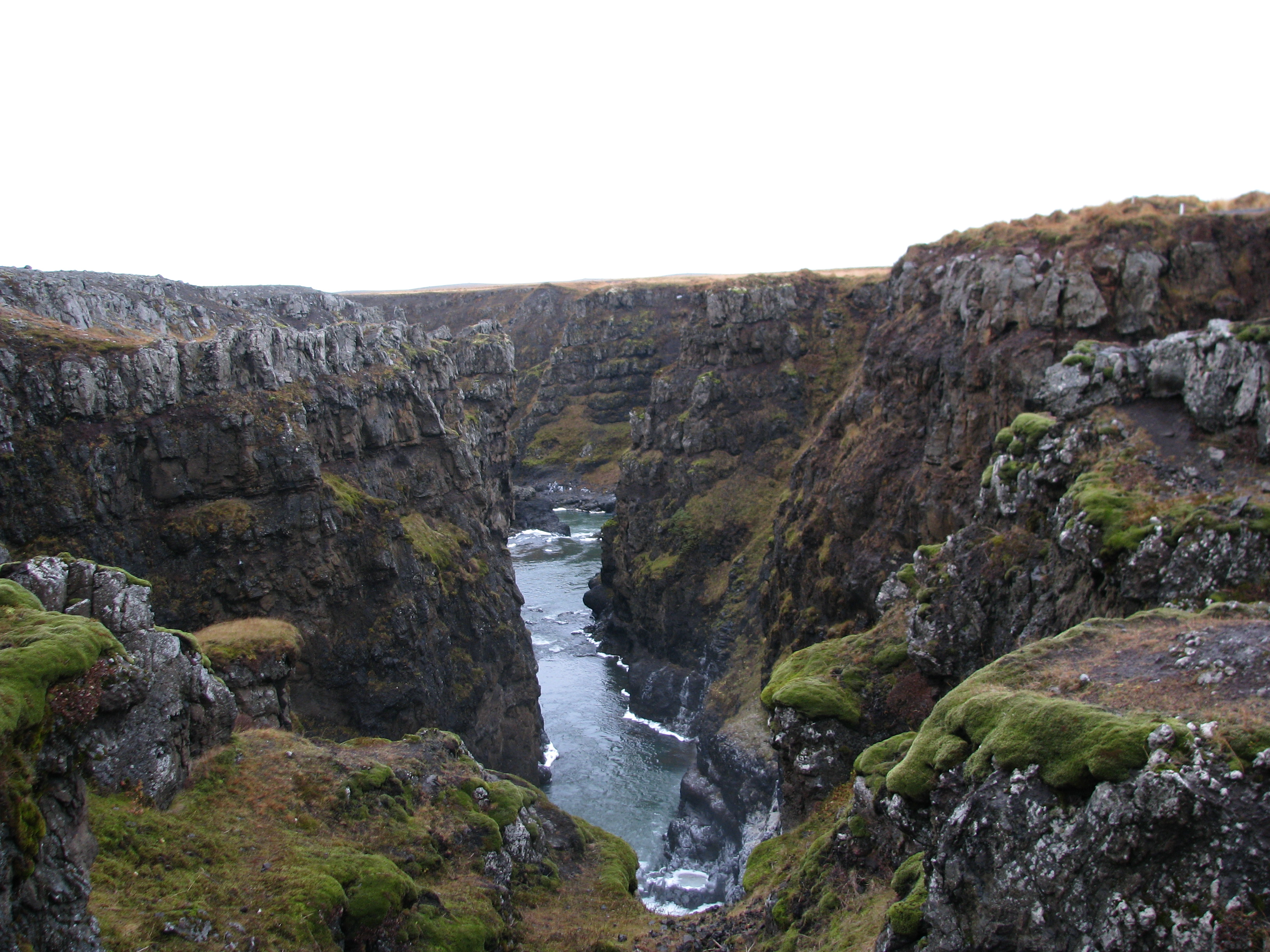
De Kolugljúfur.
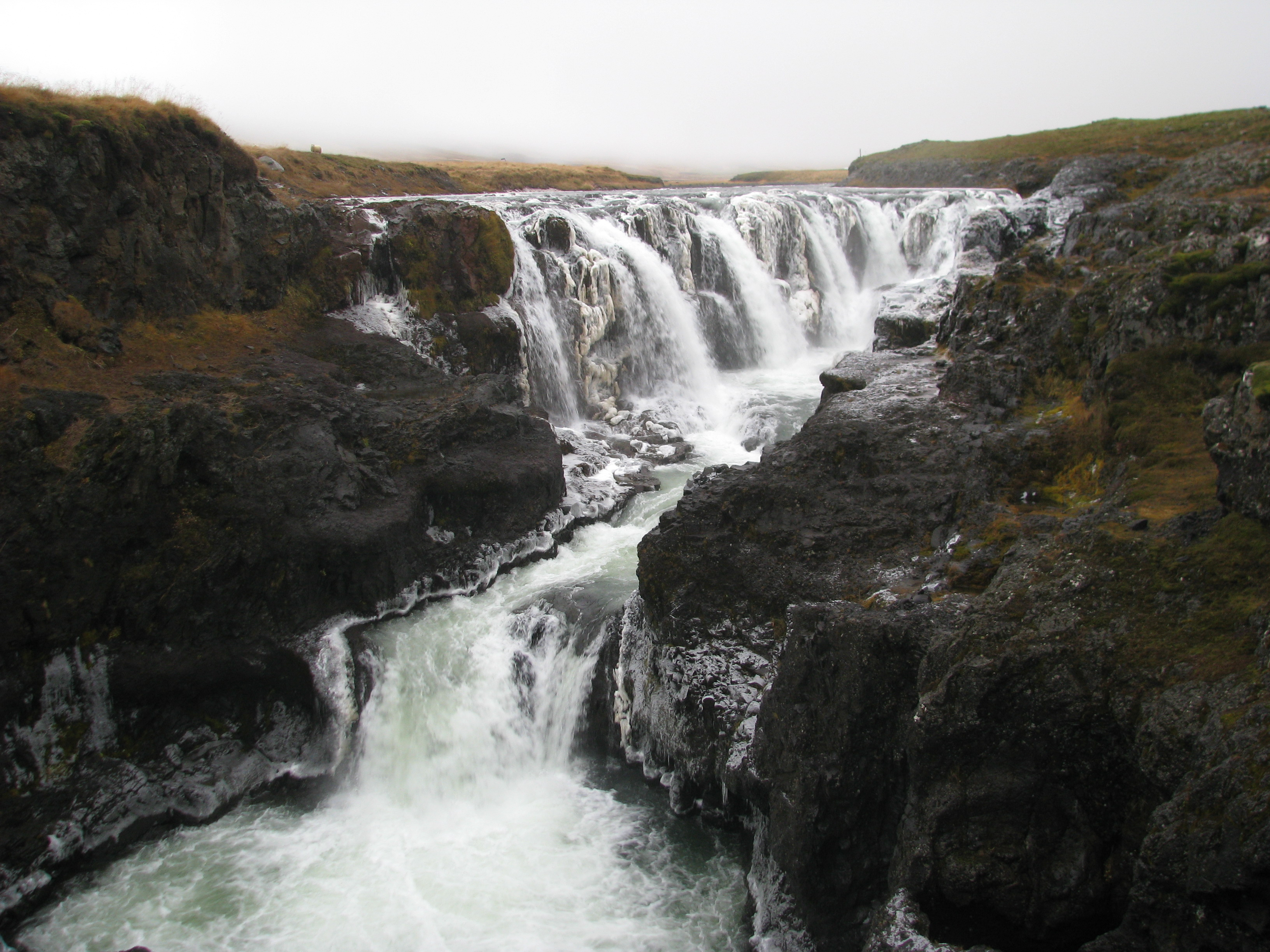
De Kolufossar.